# Барсов, Михаил Фёдорович
Михаил Фёдорович Барсов (Барзов, Борзов) — первый советский комендант Феодосии (январь — апрель 1918 года), бывший портовый грузчик.

## Биография
Михаил Барсов вошёл в историю тем, что будучи назначенным на должность коменданта Феодосии после установления в городе советской власти, проводил умеренную политику, не допускающую вспышек насилия. Это контрастировало с общим настроем на насилие и террор, который проводили центральные органы советской власти в Крыму. Феодосийский Ревком был обвинён в поддержке буржуазии и саботаже. 26 января (8 февраля) 1918 года в Феодосию из Севастополя для «углубления революции» прибыл десант красной гвардии на эсминце «Фидониси», председатель ревкома был смещён, а прибывшие матросы и красногвардейцы потребовали немедленно начать резню «буржуев». На что комендант города Барсов твёрдо заявил им: «Буржуи здесь мои и никому чужим их резать не позволю». Только благодаря твёрдости коменданта города удалось избежать кровавой резни.
После начала германской оккупации Крыма Барсов был арестован, но по ходатайству жителей Феодосии перед германской администрацией, указавшей, что «в бытность комиссаром приложил все силы, чтобы спасти город от банд», отпущен.
Повторно был арестован белыми в январе 1919 года. 28 марта 1919 года, незадолго до вступления в город частей Красной армии, в числе 24 заключённых расстрелян.
Похоронен на Старом кладбище Феодосии

## В культуре
Барсов упоминается в ряде мемуаров о событиях зимы 1917—1918 годов в Крыму. Ему посвящены стихи Максимилиана Волошина:
«Большевик»

(1918)

Памяти Барсова

Зверь зверем. С крученкой во рту.

За поясом два пистолета.

Был председателем «Совета»,

А раньше грузчиком в порту.

Когда матросы предлагали

Устроить к завтрашнему дню

Буржуев общую резню

И в город пушки направляли, —

Всем обращавшимся к нему

Он заявлял спокойно волю:

«Буржуй здесь мой, и никому

Чужим их резать не позволю».

Гроза прошла на этот раз:

В нём было чувство человечье —

Как стадо он буржуев пас:

Хранил, но стриг руно овечье.

Когда же вражеская рать

Сдавила юг в германских кольцах,

Он убежал. Потом опять

Вернулся в Крым при добровольцах.

Был арестован. Целый год

Сидел в тюрьме без обвиненья

И наскоро «внесён в расход»

За два часа до отступленья.

25 августа 1919
Коктебель